# Distenia ampliata
Distenia ampliata är en skalbaggsart som beskrevs av Pu 1985. Distenia ampliata ingår i släktet Distenia och familjen långhorningar. Inga underarter finns listade i Catalogue of Life.